# Кадіс (Кентуккі)
Кадіс (англ. Cadiz) — місто (англ. city) в США, в окрузі Тріґґ штату Кентуккі. Населення — 2540 осіб (2020).

## Географія
Кадіс розташований за координатами 36°51′45″ пн. ш. 87°49′1″ зх. д. / 36.86250° пн. ш. 87.81694° зх. д. (36.862430, -87.816853).  За даними Бюро перепису населення США в 2010 році місто мало площу 7,49 км², з яких 7,44 км² — суходіл та 0,06 км² — водойми.

## Демографія
Згідно з переписом 2010 року, у місті мешкало 2558 осіб у 1120 домогосподарствах у складі 687 родин. Густота населення становила 341 особа/км².  Було 1224 помешкання (163/км²).
Расовий склад населення:
| - 79,3 % — білих - 17,3 % — чорних або афроамериканців - 0,7 % — азіатів |

До двох чи більше рас належало 2,3 %. Частка іспаномовних становила 1,0 % від усіх жителів.
За віковим діапазоном населення розподілялося таким чином: 25,4 % — особи молодші 18 років, 55,0 % — особи у віці 18—64 років, 19,6 % — особи у віці 65 років та старші. Медіана віку мешканця становила 38,9 року. На 100 осіб жіночої статі у місті припадало 80,0 чоловіків;  на 100 жінок у віці від 18 років та старших — 76,3 чоловіків також старших 18 років.
Середній дохід на одне домашнє господарство  становив 45 510 доларів США (медіана — 29 565), а середній дохід на одну сім'ю — 57 024 долари (медіана — 41 275). Медіана доходів становила 37 589 доларів для чоловіків та 33 295 доларів для жінок. За межею бідності перебувало 22,3 % осіб, у тому числі 43,7 % дітей у віці до 18 років та 14,1 % осіб у віці 65 років та старших.
Цивільне працевлаштоване населення становило 968 осіб. Основні галузі зайнятості: освіта, охорона здоров'я та соціальна допомога — 21,5 %, виробництво — 19,0 %, будівництво — 12,6 %, мистецтво, розваги та відпочинок — 10,8 %.